# شهرستان هریسون (ایندیانا)
شهرستان هریسون، ایندیانا (به انگلیسی: Harrison County, Indiana) شهرستانی در ایالات متحده آمریکا است که در ایندیانا واقع شده‌است.